# Библиотеке код Асираца
Библиотеке код Асираца су једне од првих библиотека које су поседовале одговарајуће просторије за библиотеку, као и систем каталогизацје библиотечке грађе. У библиотекама су се налазила књижевна дела као што је Еп о Гилгамешу и Еп о Постању.
У близини Мосула, на територији данашњег северног Ирака, на брду Кујунџик, око 1850. године рађења су археолошка истраживања која су открила историју Асираца, који су били под влашћу Вавилонског, а затим и Минтаског краљевства током другом миленијума, али су у 14. веку п.н.е стекли независнот. Након овога Асирци су наставили са развијањем и ширењем своје територије. У 9. веку п.н.е Асирци су заузимали централни део Блиског истока, а између 721. и 705. п.н.е били су на врхунцу војничке моћи, која је убзо након тога пропала. Одликовали су се по својим градитељским способностима, што су и показала археолошка истраживања у градовима Ниниви, Ашуру и Нимруду.

## Библиотека Тиглата-Пиласара Првог и Асурбанипалова библиотека

### Библиотека Тиглата-Пиласара Првог
Постоје две библиотеке у Асирском краљевству за које постоје убедљиви докази, иако је постојало доста знакова да је више асирских краљева имало библиотеке. Прву и старију библиотеку код Асираца основао је Тиглат-Пиласар Први, владар Асираца, од 1115. до 1076. године п. н. е. у верској престоници Ашуру. Сматра се као први оснивач библиотеке чије је име познато. У његовој библиотеци нађене су глинене плочице које су садржале приручнике речничког типа, пописа биљака, животиња, богова, поред овога садржале су и плочице за прорицање будућности, плочице које су говориле о утицају звезда и небеских тела на судбину и неке књижевне текстове. Асурбанипал, владар Асирије (668.-627. п. н. е.), пренео је ову колекцију после четири века и учионио је делом краљевске колекције.

### Асурбанипал и његова краљевска библиотека
Сматра се да је још од времена Саргона Другог, асирског краља, постојала наследна краљевска колекција, која је највећи процват имала за време асирског краља Асурбанипала. Велики део ове колекције сачуван је и до данас и представља другу асирску библиотеку о којој можемо говорити са великом сигурношћу. Од својих предака наследио је идеју о светској империји и пространу државу. Као престоницу изабрао је град Ниниву, где је и откривена велика библиотека асирског краља. Откопано је чак 30000 хиљада глинених плочица, као и неколико хиљада наслова дела из неколико просторија библиотеке. У фонду библитоеке налазила су се разни медицински, магисјки и религијски списи, школски текстови, као и државни уговори, повеље и плочице за предсказивање будућности. Из колофона знало се њихово порекло, ко их је преписао, по чијој наредби коме припадају. Поред наведеног, у колофонима се спомиње и Асурбанипалово интересовање за старе записе и историју, за познавање писарске вештине и учености. Асурбанипал је већи део библиотечке грађе стекао запленом, о чему сведочи писана наредба из 648. године п. н. е. Након што је преузео власт у Вавилону од свога брата, по уредби, налагало се одузимање приватних збирки научника, као и библиотека и архива при храмовима, све у корист библиотеке. Поуздано се зна да је се уз библиотеку налазила и преписивачка радионица, која је се састојала од преписивача, редактора и коректора, која је радила ради сталног обогаћивања библиотеке. Асурбанибал је имао жељу да сакупи сва написана дела до тад, а на организованом прикупљању грађе унајмио је своје обласне старешине и њихове чиновнике.

## Еп о Гилгамешу и Еп о постању
У Вавилону нађена су најзначајнија дела древне вавилонске књижевности за која данас знамо, међу сразмерно мало књижевних у то време. То су били Еп о Гилгамешу и Еп о постању. Најстарији запис приче о Гилгамешу потиче из 18. века п.н.е, а предање о потопу, нађено у библиотеци, а пренето из вавилонске традиције, већ тада било је старо 11. векова. Асурбанипал је утицао на културу освајача преко писара, учитеља и научника, иако је педесет година Вавилон био под влашћу Асираца.

## Организација Асурбанипалове библиотеке
Глинене плочице су се налазиле у више просторија, у четири или пет зграда, односно нису биле повезане. Дела су сортирана по тематској сродности. У једној просторији налазиле су се државна документа и историјски списи, у другој пописи божанства, молитве, бајалице, у трећој трговачки уговори, а једна соба је била посвећена географији. На улазу у сваку просторију исиписан је насловни каталог, који је поред наслова плочице, садржао и број плочица на којима је дело исписано, почетне речи локацијски податак и број редова у делу. Плочице су се разликовале и по облику, пољопривредне плочиве су биле округле, што је представљало једну од карактеристика сортирања. Асирци су библиотеку звали гиргинаки, а управика библиотеке раб гиргинаки. Након Асурбанипалове смрти, колекција се убрзо распала. Дворски комплекс као и град Ниниву коме је припадала библиотека, разорили су краљ Кјаксарес и његови сарадници 612. године п. н. е. Данас се око 20000 хиљада плочица чува у Британском музеју у Лондону.